# Erevan
Erevan (arm.: Երևան, Jerevan) najveći je i glavni grad Armenije od 1918. godine.
Grad je osnovan 782. pr. Kr. na rijeci Hrazdanu na zapadu zemlje, na istočnoj strani podnožja planine Ararat. Grad ima vrlo turbulentnu povijest punu raznih bitaka, paleža i potresa. Nakon skoro tri tisućljeća postojanja, ovaj grad postao je glavni grad Armenije nakon Prvog svjetskog rata i armenskog genocida. Grad se relativno brzo razvio u 20. stoljeću, kad je od malenog grada s nekoliko tisuća stanovnika narastao u glavno kulturno, umjetničko, industrijsko i političko središte zemlje.
Godine 2007., broj stanovnika Erevana procjenjen je na 1,107.800 stanovnika, dok aglomerizacijsko područje okuplja oko 1,245.700 stanovnika, što je više od 42 % ukupne populacije zemlje.

## Povijest

### Daleka povijest
Erevan je jedan od najstarijih gradova koji imaju i pisanu potvrdu o svom nastanku. U ovom slučaju to je natpis na klinastom pismu u kamenu koja svjedoči o početku gradnje utvrde.
Arheološki nalazi dokazuju da je urartijanska vojna utvrda zvana Erebuni (Էրեբունի) ustanovljena 782. pr. Kr. po naređenju kralja Argištisa I. na mjestu današnjeg Erevana, kako bi služila kao stražarska utvrda protiv barbarskih napada sa sjevernog Kavkazа, te je zbog toga jedan od najstarijih gradova na svijetu. U ovo vrijeme urartijske moći u gradu je napravljen sustav za navodnjavanje. Stoljeće kasnije, kako bi nadomjestio napušteni Erebuni, kralj Rusa II. nekoliko kilometara sjevernije daje izgraditi tvrđavu Teišebani. Ovo postaje glavni grad sjeverne pokrajine, te služi kao skladište za prikupljene proizvode koji se kasnije šalju u glavno središte kraljevstva, Tušpu. Grad su 590. pr. Kr. opljačkali i spalili Medijci, saveznici Skita.
Pri završetku urartijskog razdoblja, vladajuća dinastija Orontida uvelike doprinosi obnovi grada. Od 6. do 4. stoljeća pr. Kr. grad je jedan od glavnih armenskih satrapskih središta u Ahemenidskom Carstvu.
Zbog nedostatka povijesnih dokaza, razdoblje između 4. i 3. stoljeća pr. Kr. poznato je kao mračno doba Erevana.

### Srednji vijek
Grad doživljava intenzivniji razvoj u srednjem vijeku, a prva crkva u Erevanu, crkva sv. Petra i Pavla, izgrađena je u 5. stoljeću (srušena je 1931. godine). Nakon više pokušaja u 640-ima, Arapi osvajaju grad 658. godine. Ovo postaje drugi po važnosti grad u regiji nakon Dvina, koji ostaje glavno ekonomsko središte sve do 11. stoljeća. Arapi u svom pokušaju ovladavanja armenskim stanovništvom, što je uključivalo i masovna preobraćenja, nalaze na žestoki otpor stanovništva i prisiljeni su na kompromise. Od tad vladajuće kalife toleriraju kršćanstvo i daju Armencima široku autonomiju. U Erevanu je razdoblje mira i prosperiteta trajalo sve do pobuna 740., kad je grad opljačkan i djelomično zapaljen. Ponovnu djelomičnu autonomiju grad dobiva tek 850., kada na vlast dolazi budući armenski kralj Ašot I., čime započinje era vladavine Bagratida.
Godine 920., uz pomoć Bizanta, kralj Ašot II. reintegrira Erevan i regiju u kraljevstvo. U 10. stoljeću, zbog svoje ekonomske i vojne moći, grad postaje središte istočne Armenije. Sve do 11. stoljeća grad je bio dio bagratidskog kraljevstva, nakon čega je tajno ponuđen Bizantu 1023., da bi na kraju dospio pod vlast Seldžuka. Nakon smrti kralja 1041., bizantski car Mihajlo V. Kalafat zauzima Erevan, Ani i dolinu Ararata. Drugi napad Seldžuka bio je vrlo koban za tu regiju, te se bizantske snage povlače u grad Ani. Seldžuci pljačkaju i pale grad, te na kraju preuzimaju apsolutnu kontrolu nad kraljevstvom 1064. godine. U 12. stoljeću Gruzija postaje regionalna vojna sila i ulazi u savez s Armencima kako bi otjerala turske vladare. Erevan je ponovno zauzet 1201., te obnovljen tijekom idućih dvadeset godina, što je razdoblje poznato kao „zlatno doba grada“. Od 1225., počinju turkmenske i mongolske invazije na grad, nakon čega Erevan dobiva mongolsku vlast koja ipak ima određenu toleranciju prema kršćanima. Od 1256., Erevan postaje glavni grad jednog od četiri ulusa (regije) u Mongolskom Carstvu. U 13. stoljeću nastupa kriza i glad zbog koje stanovništvo opet napušta Erevan. Nakon više valova napada, 1387., Tamerlan opostušuje grad i cijelo okolno područje.

### Moderna povijest
Razdoblje 16. i 17. stoljeća je još jedan mračan period u povijesti grada. U tom razdoblju grad je poslužio kao bojno polje između Perzijaca i Turaka, da bi uslijedili napadi Arapa i Mongola, te nakraju i veliki potres koji je skoro u potpunosti uništio grad. Neki ostaci iz tog perioda vidljivi su još i danas.
Kad je grad 1827. zauzela Carska Rusija on je imao tek oko 12.500 stanovnika od kojih pola nisu bili Armenci. U tom razdoblju ponovno je zavladao mir i počeo je blagi demografski rast i grad dobiva status glavnog grada pokrajine, a od 1849. i gubernije.
Početkom 20. stoljeća Erevan je bio samo malo provincijski grad od 30.000 stanovnika na vratima Ruskog Carstva. Godine 1918., Erevan postaje glavni grad Nezavisne Republike Armenije i to ostaje sve do 1920. godine. Urbanist Aleksandar Tamanian transformira cijeli grad u dostojni glavni grad te republike. Ova iznimna promjena u potpunosti mijenja lice grada gradnjom novih četvrti, cesta, mostova, zračne luke, te na kraju 1980. i metroa.
Erevan je ostao glavni grad Armenije i nakon uključenja u Sovjetski Savez 1920. godine. Dvije godine kasnije status glavnog grada u Transkavkaskoj Sovjetskoj Republici prepušta Tbilisiju. Godine 1936., Erevan ponovno postaje glavni grad nove Armenske Sovjetske Socijalističke Republike, te nakraju 1991. treće nezavisne republike Armenije. Prosvjedi održani 1988. za nezavisnost Gorskog Karabaha jedna su od posljedica perestrojke i želje za nezavisnošću sovjetskih republika. Potres 7. prosinca 1988. usporio je ovaj proces, te je Armenija jedna od zadnjih sovjetskih republika koja je postala neovisna.
Zemlju i grad je 1990-ih pogodila teška ekonomska kriza koju je djelomično izazvala i blokada koju su držale Turska i Azerbajdžan. U 2000-ima opet slijedi brži gospodarski rast zemlje, a time i Erevana, premda po mnogočemu još zaostaje za nekim drugim područjima bivšeg SSSR-a.

## Zemljopis
Erevan se nalazi u središnjozapadnom dijelu Armenije, na sjeveroistočnom rubu Araratske doline. Grad je izgrađen na sedam brežuljaka, što daje Erevanu poseban izgled jer se neke njegove četvrti nalaze na brdima, a neke u dolinama. Grad karakterizira velika visinska razlika između njegovih pojedinih dijelova, koja varira od 865 metara visine, sve do 1390 metara.
Južne i jugoistočne gradske četvrti nalaze se na visini od oko 900 metara. Ovdje ljeti vladaju relativno visoke temperature i blagi vjetar. To su većinom industrijske četvrti gdje se danas nalaze većinom napuštene tvornice, te elektrane i gradske zračne luke.
Gradsko središte i sjeverozapadne četvrti nalaze se na visini od 950 do 1000 m, a sagrađene su oko Cicernakaberda i kanjona rijeke Hrazdan, koje je jedino mjesto u središtu grada sa svježom klimom ljeti. Ovdje se nalaze okruzi Kentron (gradsko središte) i Adžapnijak na suprotnim stranama obale.
Sjeverni i istočni dio grada nalazi se na visini do 1300 m, a karakterizira ga svježa klima ljeti. Na malom brdu na istoku nalaze se ruševine tvrđave Erebuni, od koje se i razvio ovaj grad.
Za razliku od ostalih gradova u Armeniji, Erevan nije dio niti jedne pokrajine (marz), nego je poseban upravni teritorij, okružen s pokrajinama Kotajk na sjeveru, Ararat na jugu, Armavir na jugozapadu i Aragacotn na sjeverozapadu.

### Klima
U Erevanu vlada relativno kontinentalna klima, sa suhim i vrućim ljetima, te hladnim i kratkim zimama. Gradska klima je određena položajem grada u nizini okruženoj planinama, te udaljenosti grada od mora. Klima u gradu dosta se razlikuje od četvrti do četvrti, tako da u nekim visinskim dijelovima grada može vladati i planinska klima.
Ljeti temperatura u kolovozu doseže do 40 °C, dok zimi temperature znaju pasti i do -15 °C u siječnju. Godišnje na grada padne relativno mala količina padalina od oko 320 mm. Godišnje grad ima oko 2700 sunčanih sati.
|                         | Sij. | Velj. | Ožu. | Tra. | Svi. | Lip. | Srp. | Kol. | Ruj. | Lis. | Stu. | Pro. | God. |
| T° maks. (prosjek) [°C] | -2   | 1     | 10   | 19   | 24   | 31   | 34   | 33   | 28   | 21   | 10   | 3    | 17,7 |
| T° maks. (najviša) [°C] | 12   | 16    | 27   | 29   | 33   | 36   | 40   | 39   | 34   | 27   | 20   | 16   | 40   |
| T° min. (prosjek) [°C]  | -9   | -8    | -1   | 6    | 10   | 14   | 17   | 18   | 13   | 7    | 1    | -3   | 5,4  |
| T° min. (najniža) [°C]  | -27  | -25   | -18  | -3   | 3    | 6    | 9    | 10   | 2    | -2   | -12  | -16  | -27  |
| Padaline [mm]           | 23   | 25    | 28   | 48   | 53   | 23   | 15   | 8    | 13   | 23   | 31   | 28   | 318  |

Izvor : BBC Weather

### Prirodne opasnosti
Cijela Armenija se nalazi u zoni jake sezmičke aktivnosti. Njezin položaj je na području subdukcije arapske i euroazijske ploče.
Zemlju, a pogotovo Erevan, već su nekoliko puta u prošlosti pogodili snažni potresi. Relativno nedavan vrlo jaki potres dogodio se 7. prosinca 1988., s epicentrom udaljenim stotinjak kilometara od Erevana u području Spitka. U tom potresu poginulo je oko 30.000 osoba. Ovaj potres od 6,9 stupnjeva po Richterovoj ljestvici snažno se osjetio u glavnom gradu gdje je oštetio mnoge zgrade. U 17. stoljeću je Erevan također pogodio snažan potres koji je uništio veliki dio grada.
Mnogi armenski seizmolozi predviđaju da bi idući potres bio katastrofalan za grad i da bi broj žrtava moga biti nekoliko stotina tisuća. Ova predviđanja zasnovana su na stanju zgrada u gradu, od kojih su mnoge već oštećene u potresu 1988., a i mnoge su građene s nedovoljnom zaštitom od potresa. Oko 40% građevina u Erevanu ne zadovoljava norme zaštite od potresa.

## Politika
Erevan je glavni grad Armenije od proglašenja Prve republike 1918. godine. Zbog svog položaja u nizini Ararata koja je povijesna zemlja Armenaca, izbor ovog grada za glavni grad bio je logičan u vremenu nastajanja mlade države.
Nakon što je Armenija postala republika u Sovjetskom Savezu, Erevan je ostao glavni grad u kojem su se nalazile sve političke institucije te sovjetske republike. Godine 1991., nakon proglašenja nezavisnosti Treće republike, Erevan je ostao političko središte zemlje u kojem se nalaze sve važne političke institucije.

### Gradska vlast
Armenski ustav koji je usvojen 5. srpnja 1995. godine, daje Erevanu status pokrajine (marz). Način upravnog funkcioniranja grada je dakle sličan upravnom funkcioniranju ostalih pokrajina, uz neke određene posebnosti.
Upravu grada Erevana predstavljaju:
- gradonačelnik, kojeg izabire predsjednik države na preporuku premijera, te koji uz skupinu od četiri podgradonačelnika upravlja s 11 gradskih upravnih ureda;[20]
- Vijeće Erevana, koje uz vodstvo gradonačelnika okuplja načelnike zajednica gradskih okruga ,;[21]
- dvanaest zajednica okruga, od kojih svaka ima svog načelnika, te vlastito vijeće .[22]

Prema zadnjim promjenama ustava iz 2005. godine, grad je službeno pretvoren u zajednicu (hamajnk), a način i struktura izbora gradonačelnika i gradskog vijeća je promijenjena. Ove promjene stupaju na snagu 2009. godine.
Uz nacionalnu i prometnu policiju u Erevanu djeluje i lokalna općinska policija.

### Gradski okruzi
Erevan je podijeljen na dvanaest okruga (Համայնք).
Svaki okrug je podijeljen na nekoliko četvrti (Թաղամաս). Jedan okrug može imati do sedam četvrti.
| Okruzi (Համայնք)                  | Br. stanovnika | Površina  | Četvrti (Թաղամաս)                                                             |
| --------------------------------- | -------------- | --------- | ----------------------------------------------------------------------------- |
| Adžapnijak Աջափնյակ               | 125 800        | 25,68 km² | Adžapnijak, Norašen, Nazarbekian, Silikian, Lukašin, Hagtanak, Vahakni        |
| Arabkir Արաբկիր                   | 150 200        | 12,35 km² | Nor Arabkir, Ajgedsor                                                         |
| Avan Ավան                         | 50 400         | 8,37 km²  | Avan, Avan Areš 1 i 2                                                         |
| Davtašen Դավթաշեն                 | 50 500         | 6,71 km²  | Davtašen, Narek                                                               |
| Erebuni Էրեբունի                  | 126 200        | 48,41 km² | Erebuni, Nor Areš, Sari Tag, Vardašen, Mušavan, Verin Džrašen                 |
| Kanaker-Zejtun Քանաքեր-Զեյթուն    | 102 700        | 8,10 km²  | Kanaker, Nor Zejtun                                                           |
| Kentron Կենտրոն                   | 179 100        | 14,20 km² | Pokr Kentron, Noragjug, Nor Kilikia, Ajgestan, Kond                           |
| Malatia-Sebastia Մալաթիա-Սեբաստիա | 158 700        | 25,80 km² | Nor Malatia, Nor Sebastia, Zoravar Antranik, Šahumian, Araratian              |
| Nork-Maraš Նորք-Մարաշ             | 14 600         | 4,60 km²  | Nork, Nor Maraš                                                               |
| Nor Nork Նոր Նորք                 | 132 100        | 14,47 km² | Nor Nork                                                                      |
| Nubarašen Նուբարաշեն              | 9 300          | 18,11 km² | Nubarašen                                                                     |
| Šengavit Շենգավիթ                 | 146 100        | 4,05 km²  | Nerkin Šengavit, Verin Šengavit, Kogb, Nerkin Šarbah, Verin Šarbah, Noragavit |

## Stanovništvo
Od malog sela, Erevan je, u isto vrijeme kada je postao glavni grad Armenije, postao i metropola u kojoj danas živi preko milijun stanovnika. Grad je 1827., imao šest javnih parkova, 851 dućan, sedam karavan-saraja, deset javnih kupališta i 1736 kuća gdje je živjelo 12.500 stanovnika. Stanovništvo Erevana je od tada do 1989. naraslo na 1.200.000 građana, što je bila trećina stanovništva zemlje.
Sve do pada Sovjetskog Saveza stanovništvo grada su većinom činili Armenci, ali sa značajnom ruskom, kurdskom, azerskom i iranskom manjinom. Azerska manjina je u potpunosti nestala nakon rata u Gorskom Karabahu između 1988. i 1994., dok se ruska manjina značajno smanjila nakon gospodarske krize u 1990-ima. Danas su građani Erevana velikom većinom Armenci.
Kao i u ostatku zemlje i u ostalim bivšim sovjetskim republikama, veliki broj stanovništva pobjegao je u inozemstvo (većinom Europu i Sjevernu Ameriku) zbog gospodarske krize. Stanovništvo grada palo je s 1.250.000 stan. 1989. godine, na 1.103.488 stan. 2001. godine, te na 1.091.235 stan. 2003. godine. Stanovništvo aglomerizacije imalo je 1.245.700 stanovnika 2006. godine[nedostaje izvor]
Od glavnih gradova na Kavkazu, Erevan je najslabije naseljen.
| 1827.  | 1890.  | 1917.  | 1926.  | 1939.   | 1970.   | 1975.   | 1979.     | 1989.     | 1998.     | 2003.     | 2006.     |
| ------ | ------ | ------ | ------ | ------- | ------- | ------- | --------- | --------- | --------- | --------- | --------- |
| 10.000 | 12.500 | 34.000 | 65.000 | 204.000 | 767.000 | 899.000 | 1.019.000 | 1.201.539 | 1.249.202 | 1.091.235 | 1.104.900 |

Izvori: Grad Erevan, ArmStat

## Promet

### Cestovni prijevoz
Budući da je Erevan bio mali grad koji se pretvorio u metropolu, izgrađena je moderna planska mreža prometnica. U središtu grada nalaze se široke avenije od po nekoliko prometnih traka koje omogućavaju efikasno odvijanje prometa. Ovih dvadesetak avenija povezuje desetak gradskih trgova.
Neke od važnijih gradskih prometnica su: avenija Mesrop Maštoc koja povezuje južni ulaz u grad s Matenadaranom ; prestižna avenija maršala Bagramjana koja povezuje Barekamutiun s Francuskim trgom gdje se nalazi predsjednička palača i parlament ; ulica Sajat Nova koja je produžetak Bagramjanove avenije poslije Francuskog trga i u kojoj se nalaze brojni restorani, hoteli i dućani ; ulica Abovjan koja završava kod Trga Republike ; te Sjeverna avenija koja prolazi gradom spajajući se s drugim avenijama.
U gradu postoje tri glavna mosta preko rijeke Hrazdan: Most Davtašen, Veliki Hrazdanski most i Most pobjede. Također postoje i pet manjih mostova preko kojih je moguće prijeći rijeku, a najuočljiviji je Crveni most kojim se do 1945. u grad moglo ući s juga.

#### Autoceste
Uz široke gradske avenije, za gradski promet su važne i brze ceste koje se spajaju u Erevanu:
- Autocesta M1 iz smjera Aštaraka i Gjumrija
- Autocesta M2 iz smjera Artašata, Gorisa, Kapana i Irana
- Autocesta M4 iz smjera Sevan, Diližana i Idževana
- Autocesta M5 iz smjera zračne luke Zvartnoc, Ečmiadzina i Armavira
- Cesta M15, koja služi kao obilaznica koja povezuje autoceste M4 i M2

Zbog snažnog rasta armenskog voznog parka od 12.000 vozila godišnje došlo je do prometnog zasićenja u središtu grada, te do velikih prometnih zastoja na nekim avenijama. Zbog ovog problema, gradske su se vlasti odlučile na nove investicije u gradsku cestovnu mrežu.

### Željeznički prijevoz
Erevan ima samo jedan kolodvor, od kad su se ostale željezničke postaje prestale koristiti u 1990-ima. Kolodvor je sagrađen u socrealističkom stilu, te na sebi još ima crvenu petokraku zvijezdu, te srp i čekić. Kolodvor je daleko od zadovoljavanja osnovnih normi, a od raspada Sovjetskog Saveza i zatvaranja turske i azerbejdžanske granice njime prolazi samo četiri regionalna vlaka dnevno. Svaki drugi dan ovdje prođe i međunarodni vlak koji ide prema susjednoj Gruziji.
Za iznos od 9000 do 18000 drama moguće je noćnim vlakom doći do gruzijskog Tbilisija. Taj vlak nastavlja put dalje prema crnomorskom odmorištu Batumi.
Vlakovi ne prometuju prema Iranu, jer željeznica prolazi preko azerbejdžanskog Nahčivana. Nijedan vlak iz Erevana zato ne prometuje prema jugu. Projekt izgradnje željeznice koja bu povezala ove dvije zemlje je trenutno pod razmatranjem.

### Zračni prijevoz
Međunarodna zračna luka u Erevanu nalazi se 12 kilometara zapadno od središta grada. To je glavna zračna luka zemlje i matična luka zračne kompanije Armavia.
Zračna luka Zvartnoc otvorena je 1961., u sovjetsko doba. Luka je prvi put obnovljena 1985., a drugi put 2002., kako bi se prilagodila međunarodnim propisima. Od tada je započeta gradnja novog terminala čija je prva faza završena u rujnu 2006. otvaranjem područja za dolaske. Drugi dio terminala otvoren je u svibnju 2007. godine.
Ova međunarodna zračna luka povezuje zemlju s Francuskom, Rusijom, Njemačkom, Ujedinjenim Kraljevstvom, Austrijom, Češkom, Ukrajinom, Izraelom, Libanonom i drugim zemljama.
Druga zračna luka u Erevanu je Erebuni. Od nezavisnosti zemlje 1991., ovdje više ne polijeću komercijalni, već privatni letovi. Zračne snage Armenije ovdje imaju svoju bazu u kojoj se nalazi nekoliko MiG-ova 29.

### Javni prijevoz

#### Metro
Erevanski metro (Երեւանի մետրոպոլիտեն) sastoji se od jedne linije dugačke 12 kilometara, koja povezuje deset postaja. Trenutno je u fazi izgradnje produžetak ove linije prema sjeverozapadu, a taj produžetak sastoji se od još dvije postaje. Izgradnja jedne postaje (Ajapniak), kao i tunela koji bi je povezao s ostatkom mreže, stoji oko 18 milijuna dolara. Datum završetka radova još nije određen.
Dugoročno je planirana gradnja još dvije linije metroa, ali zbog nedostatka financijskih sredstava još nije određen datum početka radova.

#### Autobus
Erevanom voze autobusi i minibusi na 46 linija, te trolejbusi na 24 linije. Još uvijek gradom prometuju stari autobusi iz sovjetskog doba, ali se oni postupno zamjenjuju novim autobusima ukrajinskog Bogdana (Isuzu) i ruskog GAZ-a.
Od 2006., određena su stajališta autobusa u svim gradskim četvrtima. Uz gradski prijevoz, autobusi koji polaze s glavnog kolodvora u četvrti Nor Kilikia povezuju Erevan sa svim gradovima u Armeniji, te s važnijim gradovima susjednih država kao što su Tbilisi u Gruziji i Tabriz u Iranu.

#### Tramvaj
Tramvaji su prometovali Erevanom od 1906., a ukinuti su u siječnju 2004. godine. Razlog ukidanju bili su previsoki troškovi koji su za 2,4 puta prelazili količinu prihoda od tramvajske mreže. Nakon prestanka prometovanja, tramvajske tračnice su razmontirane i prodane.

#### Žičara
Središte grada bilo je žičarom povezano sa stambenom četvrti Nork u okrugu Nork-Maraš sve do 2004. godine. Početkom travnja te godine, dogodila se nesreća u kojoj je kabina pala s 17 metara, ubivši pet od sedam putnika. Do tada su se žičarom dnevno služili oko 500 putnika.
Nakon nesreće, dio kabela žičare potrgan je, a cijeli sustav je napušten. Danas se traže financijska sredstva kako bi se žičara ponovno mogla pokrenuti.

## Kultura

### Muzeji i knjižnice
Glavni muzej u Erevanu je Nacionalna galerija Armenije koja je sagrađena 1921. godine. Ona je spojena s Muzejom povijesti Armenije. Uz bogatu stalnu izložbu dijela autora kao što su Ajvazovski, Kandinski, Chagall, Rousseau, Monticelli ili Boudin, ovdje se održvaju i izložbe modernih umjetnika, kao što je izložba djela Yanna Arthus-Bertranda, Talijansko-armenska izložba 2005. i sl.
Muzej armenskog genocida vrlo je važan simbol i podsjetnik na ovu tragediju, a nalazi se u podnožju Cicernakaberda. Tamo se nalaze brojna svjedočanstva, tekstovi i fotografije iz tog razdoblja.
Matenadaran je knjižnica i muzej u kojem se nalazi oko 17.000 starih rukopisa, te nekoliko Biblija iz Srednjeg vijeka. Nalazi se u središtu grada, a u tim arhivima nalazi se bogata kolekcija drevnih armenskih, starogrčkih, sirijskih, židovskih, rimskih i perzijskih zapisa. Godine 2007., za vrijeme godine Armenije u Francuskoj, Matenadaran je posudio brojne rukopise muzeju Louvre za izložbu Armenia Sacra.
Kraj rijeke Hrazdan nalazi se Muzej Paradžanov koji je u potpunosti obnovljen 2002., te u kojem se nalazi oko 250 djela, dokumenata i fotografija ovog armenskog redatelja i slikara.
U Erevanu se nalazi i Armenska nacionalna knjižnica.
Također, u Erevanu se nalaze i brojni drugi muzeji, kao što su Muzej Bliskog istoka, te Muzej grada Erevana.

### Umjetnost
U gradu postoje dvije funkcionalne kinodvorane, od kojih je najpoznatije kino Moskva. Filmovi se prikazuju u isto vrijeme kao i u ostatku svijeta, a većinom su na ruskom jeziku. Od 2004. godine, u kinu Moskva održava se Međunarodni filmski festival Zlatna marelica.
U Armenskoj nacionalnoj operi i kazalištu nalazi se koncertna dvorana Aram Hačaturjan i nacionalni teatar opere i baleta Aleksandar Spendiarjan. Ovdje su održane mnoge kazališne i druge predstave u brojnim dvoranama od kojih je najpoznatija Hamalir.

### Dokolica
Erevanski zoološki vrt osnovan je 1940. godine. Nakon vrlo teškog razdoblja 1990-ih, danas se gospodarski oporavio. Za relativno nisku cijenu ovdje je moguće vidjeti slonove, orlove, medvjede, deve i 260 ostalih vrsta životinja.
Waterworld je gradski zabavni akvapark. Sadrži nekoliko bazena, na desetke tobogana, te barove i restorane. Park je zimi zatvoren, ali 2003. započela je gradnja zatvorenog dijela ovog parka zvanog Aquatek.
Udaljen nekoliko kilometara, na cesti za jezero Sevan, nalazi se drugi zabavni park zvan Play City, koji je Erevancima popularno odredište za vikend.

### Sport
Najpopularniji sport u Erevanu je nogomet. U gradu postoji sedam nogometni klubova, od kojih pet igraju u prvoj armenskoj nogometnoj ligi, a ostala dva u drugoj ligi. Najuspješniji erevanski klub je FC Pjunik Erevan koji je od 1992. osvojio prvenstvo Armenije jedanaest puta.
| Klub             | Stadion              |
| ---------------- | -------------------- |
| Ararat Erevan    | Stadion Hrazdan      |
| Bananc Erevan    | Stadion Nairi        |
| Kilikia Erevan   | Stadion Hrazdan      |
| Uliss Erevan     | Stadion Kazak        |
| Mika Aštarak     | Stadion Mika         |
| Pjunik Erevan    | Stadion Hanrapetakan |
| Erevan United FC | Stadion Hanrapetakan |

U Erevanu se nalazi pet stadiona: Nairi, Kazak, Mika, Stadion Republike, te glavni Stadion Hrazdan koji je ime dobio po rijeci. U gradu se također nalazi i sportski kompleks s prostorima za boks, karate, košarku i tenis.
Armenija je već dugo vremena jedna od vrhunskih zemalja po uspjesima u šahu. Armenska šahovska federacija nalazise u Kentronu, a brojni šahovski klubovi postoje diljem Erevana. Godine 1996., grad je, unatoč gospodarskoj krizi, ugostio 32. šahovsku olimpijadu Četiri Erevanca koji čine armensku šahovsku momčad, osvojili su 2006. šahovsku olimpijadu u Torinu, a 2008. obranili su svoj naslov u Dresdenu.

## Zbratimljeni gradovi
Trenutno je Erevan zbratimljen s 27 gradova.
| Grad            | Država      | Godina   |
| --------------- | ----------- | -------- |
| Carrara         | Italija     | Od 1965. |
| Podgorica       | Crna Gora   | Od 1974. |
| Antananarivo    | Madagaskar  | Od 1981. |
| Cambridge, MA   | SAD         | Od 1987. |
| Marseille       | Francuska   | Od 1992. |
| Atena           | Grčka       | Od 1993. |
| Lyon            | Francuska   | Od 1993. |
| Stavropolj      | Rusija      | Od 1994. |
| Isfahan         | Iran        | Od 1995. |
| Kijev           | Ukrajina    | Od 1995. |
| Moskva          | Rusija      | Od 1995. |
| Odesa           | Ukrajina    | Od 1995. |
| Firenca         | Italija     | Od 1996. |
| Tbilisi         | Gruzija     | Od 1996. |
| Beirut          | Libanon     | Od 1997. |
| Damask          | Sirija      | Od 1997. |
| Sankt Peterburg | Rusija      | Od 1997. |
| Montréal        | Kanada      | Od 1998. |
| Pariz           | Francuska   | Od 1998. |
| Volgograd       | Rusija      | Od 1998. |
| Bratislava      | Slovačka    | Od 2001. |
| Minsk           | Bjelorusija | Od 2002. |
| São Paulo       | Brazil      | Od 2002. |
| Ahalcihe        | Gruzija     | Od 2005. |
| Kišinjev        | Moldavija   | Od 2005. |
| Rostov na Donu  | Rusija      | Od 2005. |
| Los Angeles     | SAD         | Od 2007. |

## Poznate osobe
Značajne osobe koje su rodom iz Erevana ili su živjele u njemu:
- Vladimir Akopjan, šahist
- Levon Aronjan, šahist
- Gevorg Emin, pjesnik
- Aleksander Arutiunijan, kompozitor
- Đivan Gasparjan, kompozitor
- Sergej Parajanov, filmski režiser
- Sargis Sargsijan, tenisač
- Alexander Shirvanzade, pisac

## Vanjske poveznice
- (arm.) (engl.) (rus.) Službena stranica grada
- (rus.)Yerevan.ru - Glavni grad Armenije online
- (engl.)Armenia Info stranica o Erevanu  Arhivirana inačica izvorne stranice od 15. studenoga 2016. (Wayback Machine)
- (engl.)Erevanski metro